# مذبحة تروسينا
مذبحة تروسينا وقعت في 16 أبريل 1993 في قرية تروسينا الواقعة في بلدية كونييتش في البوسنة والهرسك حيث قتل جيش جمهورية البوسنة والهرسك 22 شخص أربعة جنود كروات و18 مدني كرواتي خلال الحرب الكرواتية البوسنية.

## الخلفية
في 16 أبريل 1993 بين الساعة 8 و 9 صباحا بدأ الاشتباك بين جيش جمهورية البوسنة والهرسك وقوات مجلس الدفاع الكرواتي. بعد الساعات القليلة الأولى من المعركة حطمت قوات جيش جمهورية البوسنة والهرسك مجلس الدفاع الكرواتي وأسر الجنود الكروات. قُتل ثمانية عشر مدني بينهم طفلان وأربعة مقاتلين كروات أسرى في مواقع مختلفة أثناء و / أو بعد المعركة. أما المدنيون الباقون ومعظمهم من النساء والأطفال فقد تم احتجازهم في عدة منازل خاصة ثم أطلق سراحهم من القرية.

## المحاكمات
اتهم الادعاء في البوسنة والهرسك ستة من أفراد الوحدة الخاصة «ذو الفقار» التابعة للجيش البوسني بمن فيهم منصور ميميتش وجواد سالتشين ونجاد حاجيتش وسيناد هاكالوفيتش ونهاد بوياجيتش وذو الفقار علي شباغو بقتل 22 شخص من بينهم أربعة من أعضاء مجلس الدفاع الكرواتي و18 مدني. تم تسليم اثنين من المشتبه بهم الآخرين إدين جيكو وراسمة هاندانوفيتش من الولايات المتحدة لتورطهما المزعوم.
في أبريل 2012 اعترفت راسمة هاندانوفيتش بالذنب بقتل مدنيين وأسرى حرب كروات معربة عن «أسفها العميق» لأفعالها. وحُكم عليها بالسجن خمس سنوات ونصف بعد موافقتها على الشهادة ضد أعضاء وحدة «ذو الفقار» في صفقة ادعاء.
في سبتمبر 2015 أدين ميميتش وحاجيتش وبوياجيتش بقتل أسرى الحرب والمدنيين خلال «هجوم مُخطط مسبق ومُعد ضد السكان الكروات في قرية تروسينا». تم تأييد حكم المحاكمة في يناير 2017.